# Groote Heide (Heeze)
Groote Heide is het meest oostelijke deel van de vroegere Groote Heide. Het gebied is gelegen ten westen van Heeze en was vroeger eigendom van de familie Van Tuyll van Serooskerken, kasteelheren van Heeze.
Het gebied bestond uit heide, zandverstuivingen en vennen. Vooral het Groot Huisven was, met 150 ha, spectaculair. Vanaf 1900 tot 1950 werd het gebied bebost. Omstreeks 1920 werd het Groot Huisven drooggelegd en tot weiland omgevormd. Er werden naaldbossen geplant en ook kwamen er boerderijen: Van Tuyllhoeve, 't Huisven en Willemshoeve. De heidegebieden die gespaard bleven zijn voor een deel verworven door de Stichting Brabants Landschap en dit gebied staat bekend als Leenderheide. De gemeente Heeze-Leende bezit 150 ha heide en vennen. Dit heidegedeelte omvat vennen als Witven, Diepe Meerven, Drooge Meerven, en Veeven.
Het overige bos- en landbouwgebied (700 ha), inclusief een voormalig akkergebied, de Meelakkers, kwam in handen van het waterleidingbedrijf, sinds 2002 onder de naam Brabant Water. Dit bedrijf gebruikt het gebied als waterwingebied, maar beheert tevens een aantal vennen en laagten. In 2013 en 2014 werden deze afgeschaafd en uitgebaggerd, waardoor weer tal van moerasplanten gedijen, zoals kleine zonnedauw, moeraswolfsklauw, moerashertshooi en dergelijke. Ook klokjesgentiaan komt in dit gebied voor.
Bij de Willemshoeve is een parkeerplaats ingericht met informatiepanelen. Hier verborg zich, in een schuur, tijdens de Tweede Wereldoorlog een verzetsgroep, welke op 14 mei 1944 werd verraden. Veel deelnemers kwamen om in de concentratiekampen van de nazi's. Een eenvoudig monument herinnert hieraan.
In de Willemshoeve is de Bosgroep Zuid gevestigd, terwijl zich in de hoeve 't Huisven een biologische boerderij bevindt. Er is daar tevens een parkeerplaats aangelegd die voorzien is van informatiepanelen en van waaruit men een viertal uitgezette wandelingen kan maken.